# ソニック・シンディケイト
ソニック・シンディケイト（Sonic Syndicate）は、スウェーデン出身のメタルコアバンド。
バンド活動初期はツインボーカルのスタイルで、メロディックデスメタルを演奏していたが、徐々にモダン化し、メタルコアやオルタナティヴ・メタルへと音楽性を転換した。近年では、メタル以外の楽曲も存在し、ポップ・ロックな音楽性で活動していたが、2018年以降は活動休止状態である。

## 略歴
2002年に、リチャード(Vo)、ロジャー(G)のスンネソン兄弟2人と彼らの従弟のロビン(G)の計3人を中心に結成。結成時はフォールン・エンジェルズ (Fallen Angels)というバンド名だった。
結成後、デモCDを3枚作成し、2004年12月にピヴォタル・ロッコーディングと契約した。その際、バンド名を現在のソニック・シンディケイト (Sonic Syndicate)に改名。
2005年に1stアルバム『エデン・ファイヤー』をリリース。2006年、ニュークリア・ブラストが主催したバンド・コンテストに参加し勝利を収め、同レーベルと契約。2007年に2ndアルバム『オンリー・インヒューマン』、翌2008年に3rdアルバム『ラヴ・アンド・アザー・ディザスターズ』をリリース。
その後、ローランド・ヨハンソン(Vo)が脱退し、ネイサン・J・ビグス(Vo)が加入。2010年に4thアルバム『ウィー・ルール・ザ・ナイト』をリリース。同年中に、バンド創設メンバーの一人、リチャード・スンネソン(Vo)が脱退した。ローランドとリチャードを中心にジ・アンガイデッドが結成され、ロジャーも参加する。
2011年9月11日、ロジャーがインタビューで今夏以降ソニック・シンディケイトの活動を休止することを発表した 。
2012年5月7日、活動休止中ながら、ライヴに出演した。同年6月には、創設メンバーのロジャー・スンネソン(G)が脱退した。後任は発表されていない。ロジャーはジ・アンガイデッドに専念するようになる。
2013年に活動再開し、新アルバムのレコーディングを行うことを発表。
2014年7月4日、5thアルバム『ソニック・シンディケイト』をリリース。同アルバムに収録されている「Before You Finally Break」では、ソイルワークのビョーン・スピード・ストリッドがゲストボーカルとして参加している。
2015年8月7日、カリン・アクセルソン(B)が脱退し、デグレイデッドのミシェル・バールゼーン(B)が加入した。
2016年、スウェーデンのデスポッツ・レコードと契約したと発表された。同年7月にはジョン・ベンソン(Ds)の脱退が発表された。
その後に新アルバムのレコーディングを行い、10月14日に6thアルバム『Confession』をリリース。
2018年以降､ソーシャルメディアの更新が止まっており、現在は活動休止状態である。

## メンバー

### 現ラインナップ
- ネイサン・J・ビグス (Nathan James Biggs) - ボーカル (2009- )
- ロビン・スンネソン (Robin Sjunnesson) - ギター (2002- )
- ミシェル・バールゼーン (Michel Bärzén) - ベース (2015- )

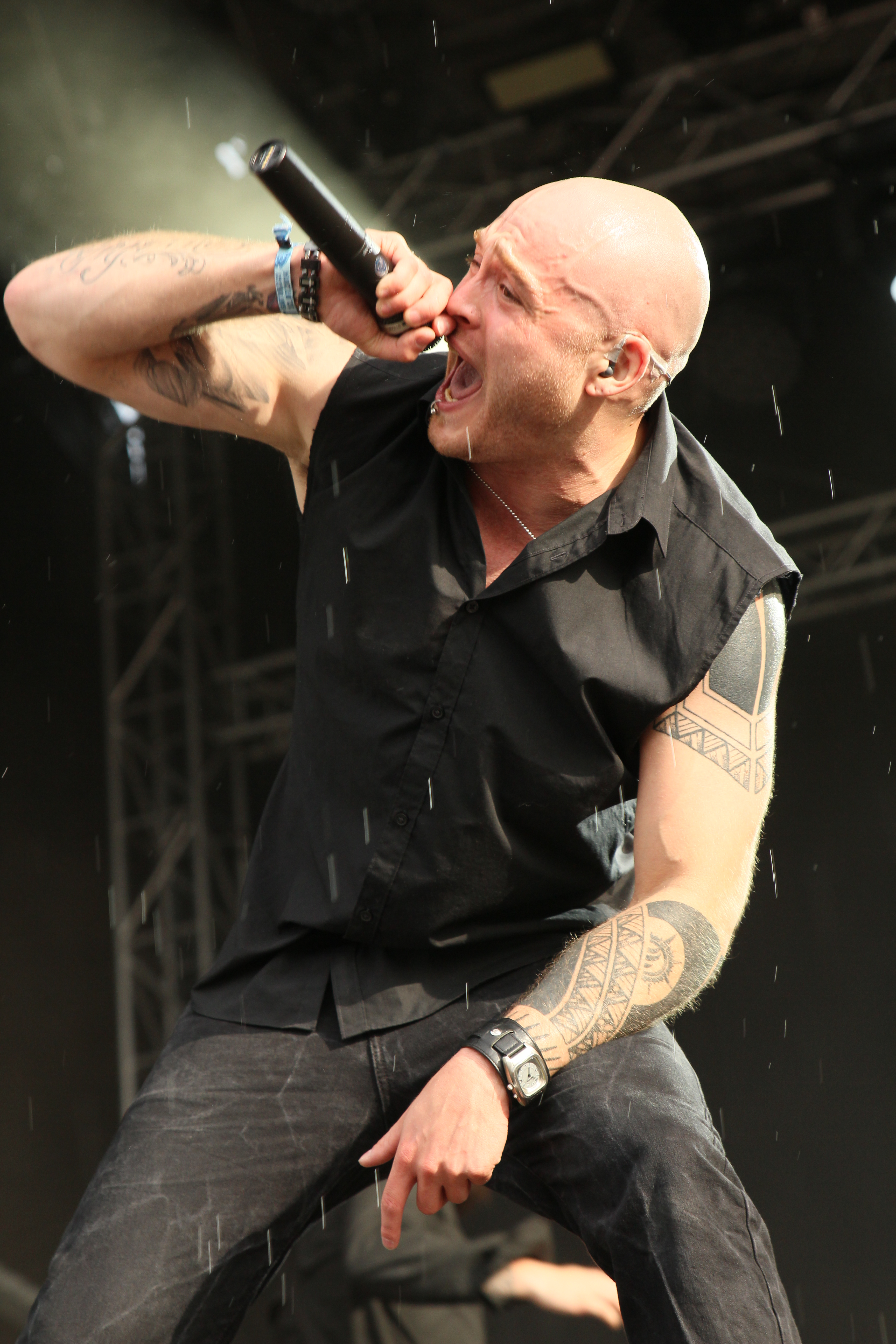
ネイサン・J・ビグス(Vo) 2014年
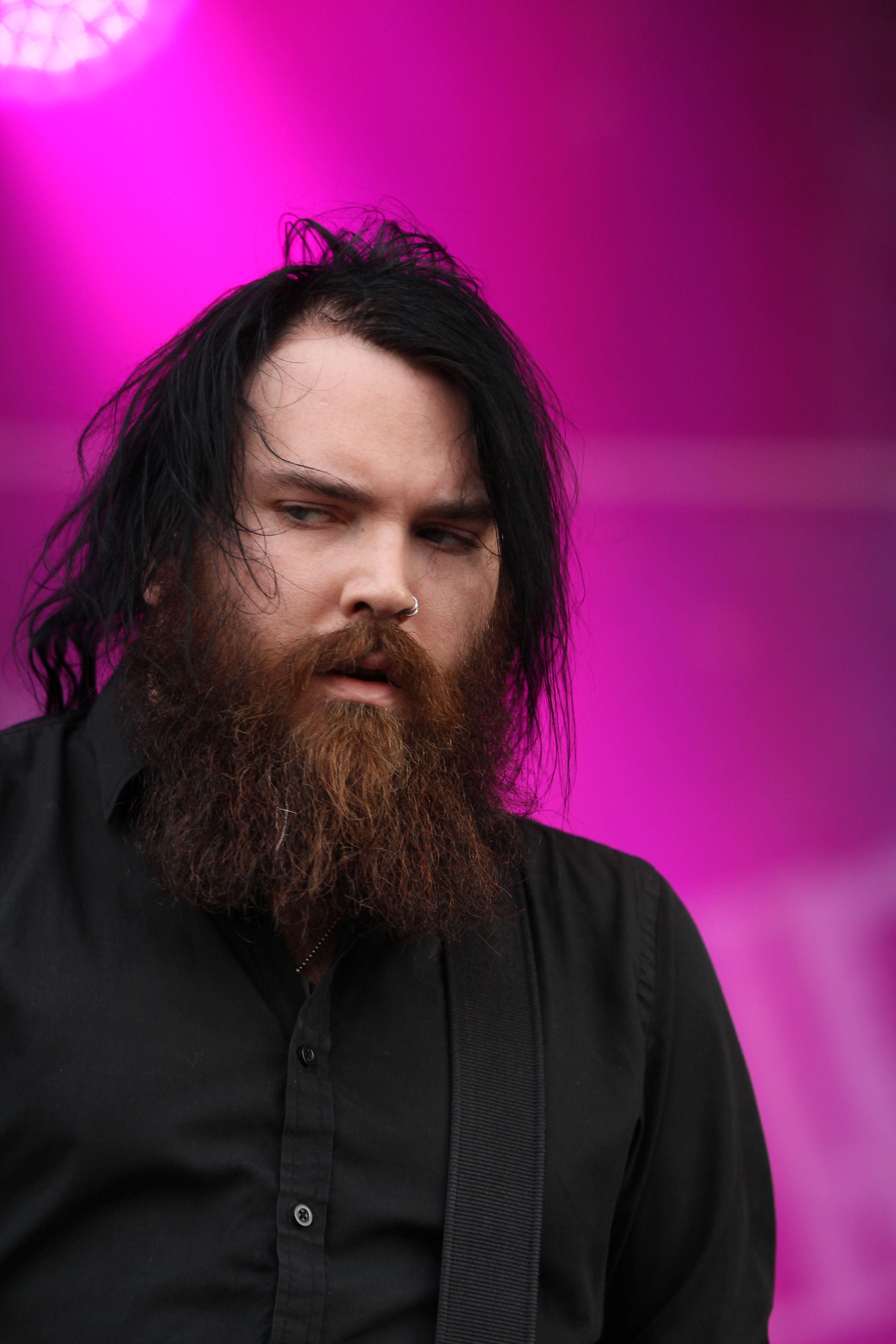
ロビン・スンネソン(G) 2014年

### 旧メンバー
- ローランド・ヨハンソン (Roland Johansson) - ボーカル (2006-2009)
- リチャード・スンネソン (Richard Sjunnesson) - ボーカル (2002-2010)
- ロジャー・スンネソン (Roger Sjunnesson) - ギター (2002-2012)
- カリン・アクセルソン (Karin Axelsson) - ベース (2004-2015)
- ジョン・ベンソン (John Bengtsson) - ドラムス (2006-2016)
- クリストファー・バックルンド (Kristoffer Bäcklund) - ドラムス (2002-2006)
- アンドレアス・マーテンソン (Andreas Mårtensson) - キーボード (2002-2006)
- マグナス・スヴェンソン (Magnus Svensson) - ベース (2002-2004)

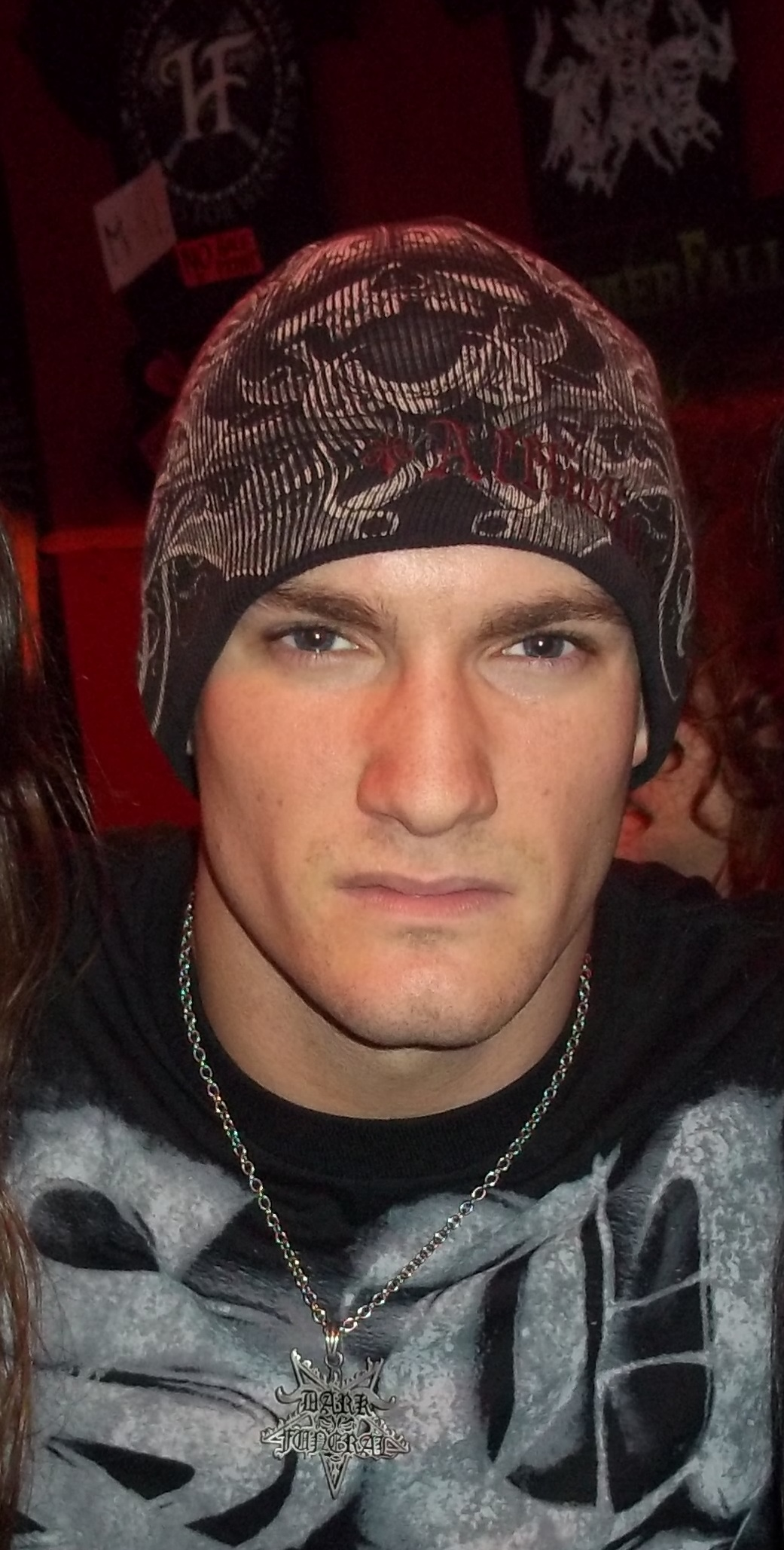
リチャード・スンネソン(Vo) 2011年

## ディスコグラフィー
- エデン・ファイヤー Eden Fire (2005年)
- オンリー・インヒューマン Only Inhuman (2007年)
- ラヴ・アンド・アザー・ディザスターズ Love & Other Disasters (2008年)
- ウィー・ルール・ザ・ナイト We Rule the Night (2010年)
- ソニック・シンディケイト Sonic Syndicate（2014年）
- コンフェッション Confession (2016年)

## 日本公演
- 2010年
- 2016年